# Мангала (месторождение)
Мангала (Блок RJ-ON-90/1, англ. Mangala) — нефтяное месторождение в Индии. Расположено в штате Раджастхан. Открыто в январе 2004 году.
Начальные запасы нефти составляет 4 млрд баррелей или 546 млн тонн.
Оператором месторождении является британская нефтяная компания Cairn Energy (70 %). Другой партнер индийский ONGC (30 %). Добыча нефти 2010 году составила 5,46 млн тонн.